# 大原八幡宮
大原八幡宮（おおはらはちまんぐう）は、大分県日田市にある神社である。市内最大級の八幡宮で、通称は大原神社。大波羅八幡宮とも表記される。

## 祭神
- 誉田別命（ほんだわけのみこと）
- 大帯姫命（おおたらしひめのみこと）
- 比売大神（ひめおおかみ）

## 歴史
日田の八幡神社の初見は天武天皇白鳳9年（680年）、靱負郷岩松峰（日田市天瀬町馬原金場）に宇佐の鷹の居の社にいます神と名乗る神が現れ、社（鞍形尾の宮）を建てて祀ったことが初めである。慶雲元年（704年）、杉原の杉の下に神が降りて村の女に神懸かり、「岩松の峰の神」を名乗って「杉原が便宜よいのでここにきた」と告げたとして、社を建てて祀ったというのが大原八幡宮の前身である杉原宮である。
貞観13年（871年）若しくは仁寿2年（852年）に、当時日田郡司であった大蔵永弘によって、杉原宮から現在の元宮に遷座され、宇佐神宮より橋本公則を迎え社司としている。建久4年（1193年）、大友能直が、東の総社を柞原八幡宮、西の総社を大原八幡宮として鎌倉鶴岡八幡宮の参拝礼式に改めさせたといわれる。
元和10年（1624年）日田永山城主石川主殿守忠総により、元宮から現在の位置へ遷座された。その際、社殿形式に八幡造を用い、屋根意匠に権現造の要素である八棟造を用いて建立されている。遷座前の場所は元大原神社や元宮神社と呼ばれ、現在も江戸時代中期に再建された社殿が残る。
1935年（昭和10年）に就役した大日本帝国海軍の最上型重巡洋艦「三隈」の艦名は日田盆地を流れる三隈川に因んで付けられたものであり、「三隈」の艦内神社は当社から分祀されている。

## 社殿

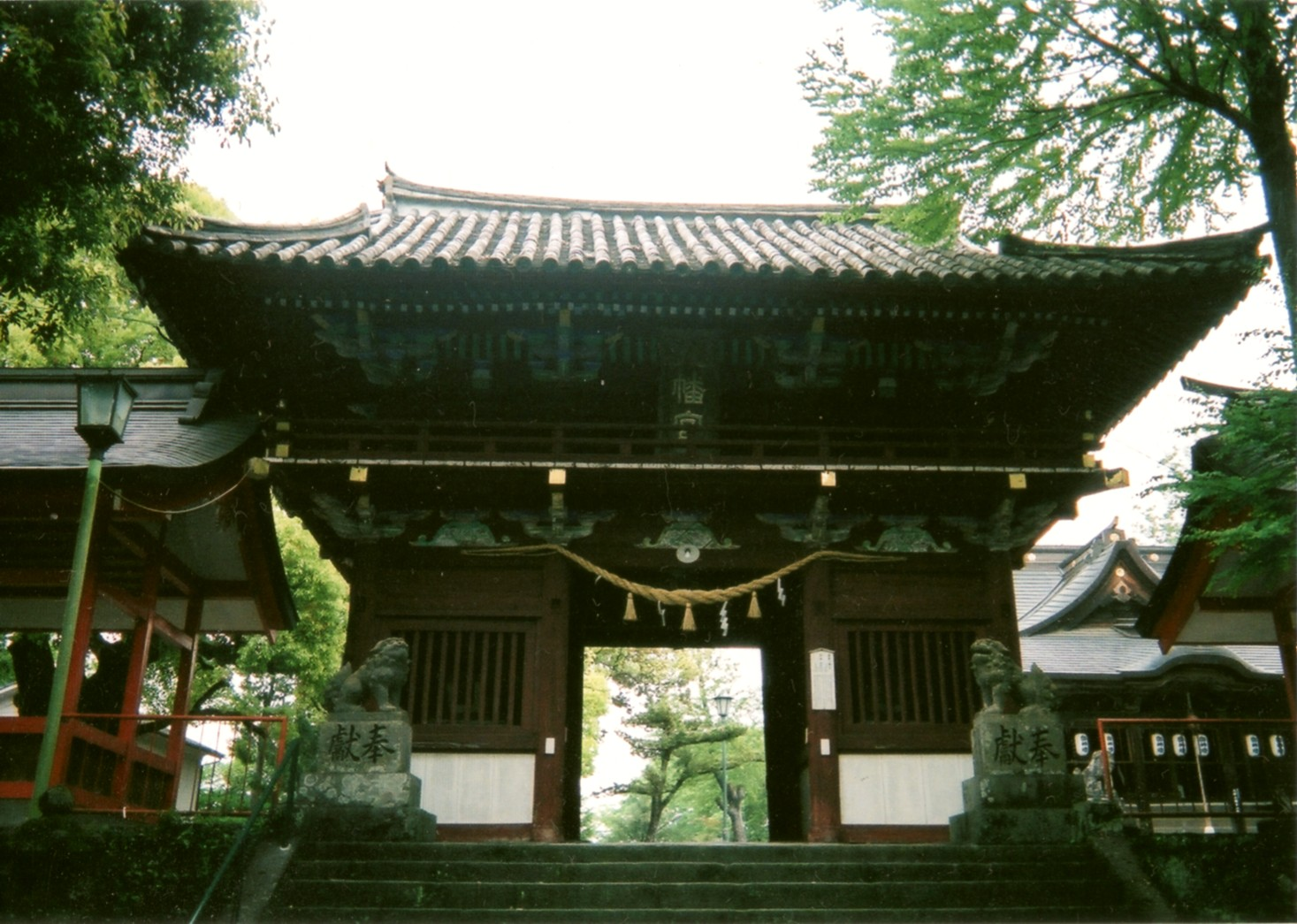
楼門

- 本殿 - 入母屋造銅板葺、方3間。向拝1間。
- 幣殿 - 切妻造妻入、銅板葺、正面3間（背面1間）、側面2間。
- 拝殿 - 入母屋造銅板葺、桁行5間、梁行3間。向拝3間、千鳥破風及軒唐破風付。
- 楼門 - 入母屋造本瓦葺、3間1戸。

境内最古の建築物である楼門は貞享4年（1687年）の築造、拝殿・幣殿・本殿は寛政6年（1794年）の築造といわれる。

## 文化財
- 選択無形民俗文化財
  - 大原八幡宮の米占い行事 - 平成11年（1999年）12月3日選択[2]。
- 日田市指定有形文化財
  - 楼門・拝殿・幣殿・本殿 - 平成元年（1989年）11月22日指定[3]。